# ألبانو دي لوكانيا
ألبانو دي لوكانيا (بالإيطالية: Albano di Lucania)‏ هي بلدية في مقاطعة بوتنسا في إقليم بازيليكاتا الإيطالي.

## السكان
تطور النمو السكاني لـ ألبانو دي لوكانيا